# Cesio (nome)
Cesio  è un nome proprio di persona italiano maschile.

## Varianti
- Femminili: Cesia[1]

## Origine e diffusione
Continua il praenomen latino Caesius, al femminile Caesia; è basato sull'aggettivo caesius, che indicava qualcuno dagli occhi azzurri o verdi-azzurri (etimologicamente, da un lemma etrusco dal significato di "pallido"). È quindi analogo, per semantica, al nome Glauco.
A Cesio vengono ricondotti diversi altri nomi, quali Cesidio, Cesella e Cesira.

## Onomastico
Il nome è adespota, ossia privo di santo patrono; l'onomastico ricorre quindi il 1º novembre, in occasione di Ognissanti.

## Persone
- Cesio Basso, grammatico e poeta romano
- Cesio Nasica, militare romano